# Georg Stollenwerk
Georg Stollenwerk (ur. 19 grudnia 1930 w Düren, zm. 1 maja 2014 w Kolonii) – niemiecki piłkarz i trener piłkarski, występował na pozycji obrońcy lub pomocnika.

## Kariera klubowa
Stollenwerk zawodową karierę rozpoczynał w 1950 roku w klubie SG Düren 99. W 1953 roku trafił do 1. FC Köln. W 1954 roku dotarł z klubem do finału Pucharu RFN, jednak 1. FC Köln przegrał tam po dogrywce 0:1 z VfB Stuttgart. W 1960 roku wywalczył z zespołem wicemistrzostwo RFN. W 1962 roku zdobył z klubem mistrzostwo RFN. W 1963 roku ponownie wywalczył z drużyną wicemistrzostwo RFN. Od sezonu 1963/1964 startował z klubem w rozgrywkach Bundesligi. W 1964 mistrzostwo RFN. W 1966 roku zakończył karierę, nie rozgrywając żadnego spotkania w Bundeslidze.

## Kariera reprezentacyjna
W reprezentacji RFN Stollenwerk zadebiutował 23 grudnia 1951 w wygranym 4:1 towarzyskim meczu z Luksemburgiem, w którym strzelił także gola. W 1958 roku został powołany do kadry na mistrzostwa świata. Zagrał na nich we wszystkich sześciu spotkaniach swojej drużyny – z Argentyną (3:1), Czechosłowacją (2:2), Irlandią Północną (2:2), Jugosławią (1:0), Szwecją (1:3) oraz Francją (3:6). Ostatecznie na tamtym turnieju zajął z kadrą 4. miejsce. Po raz ostatni w kadrze zagrał 23 marca 1960 w wygranym 2:1 towarzyskim pojedynku z Chile. W latach 1951–1960 w drużynie narodowej Stollenwerk rozegrał w sumie 23 spotkania i zdobył 2 bramki.

## Kariera trenerska
Po zakończeniu kariery Stollenwerk został trenerem. Jego pierwszym klubem była Alemannia Aachen, którą prowadził od początku sezonu 1969/1970. W Bundeslidze jako trener zadebiutował 16 sierpnia 1969 w bezbramkowo zremisowanym meczu z TSV 1860 Monachium. Szkoleniowcem Alemannii Stollenwerk był do grudnia 1969. Potem trenował amatorski TuS Langerwehe.
Od początku 1976 roku prowadził pierwszoligowy 1. FC Köln. Pierwszy ligowy mecz zaliczył tam 17 stycznia 1976 przeciwko Hercie BSC (2:0). W 1. FC Köln Stollenwerk pracował do końca sezonu 1975/1976.